# Драпинская, Барбара
Барбара Драпинская (пол. Barbara Drapińska; 8 ноября 1921, Варшава — 24 октября 2000, Миньск-Мазовецки, Польша) — польская актриса театра и кино.

## Биография
Актёрскому мастерству училась в драматической школе при Городском театре в Лодзи.
Играла на сцене Камерного театра в Лодзи, затем — Камерного театра Дома польской армии, с 1949 года до выхода на пенсию была актрисой варшавского Современного театра.
В кино дебютировала в 1946 году в фильме «Запрещённые песенки», после выхода картины «Последний этап» стала одной из самых популярных актрис конца 1940-х — начала 1950-х годов.
Имела сестру-близнеца, актрису Кристину Цехомскую.

## Избранные театральные роли
- «Немцы» (Л. Кручковский) — Марика
- «Трёхгрошовая опера» (Б. Брехт) — Дженни
- «Три сестры» (А. П. Чехов) — Наташа
- «Живой труп» (Л. Н. Толстой) — Анна Павловна

## Избранная фильмография
- 1946 — Запрещённые песенки / Zakazane piosenki
- 1947 — Последний этап / Ostatni etap — Марта Вайс
- 1949 — Немая баррикада / Nemá barikáda — Халина
- 1952 — Солдат Победы / Zolnierz zwyciestwa — Валя Павловская
- 1953 — Автобус отходит в 6.20 / Autobus odjezdza 6.20 — Янечка
- 1962 — Мой старик / Mój stary — соседка
- 1962 — Клуб холостяков / Klub kawalerów — Мирская
- 1965—1966 Домашняя война / Wojna domowa (сериал) — тётя Ядвига
- 1966 — Бич Божий / Bicz Boży — пани Зося, мать Павла и Фелека
- 1967—1970 — Ставка больше, чем жизнь / Stawka wieksza niz zycie (сериал) — Ирмина Кобуз
- 1970 — Романтичные / Romantyczni — гостья на концерте Наврочких
- 1970 — Польский альбом / Album polski — советская медсестра
- 1972 — Одержимость / Opetanie — медсестра Данута
- 1976—1977 — Польские дороги / Polskie drogi (сериал) — Зихлинская
- 1976 — Один на один / Sam na sam — Ядзя, гардеробщица
- 1976 — Прокажённая / Tredowata — мать Стефании Рудецкой
- 1977—1978 — Кровеносная система / Układ krążenia (сериал)
- 1984 — Прививка / Przyspieszenie — циркачка
- 1986 — Голод сердца / Glód serca (ТВ) — владелица собаки.

## Награды
- Золотой Крест Заслуги (Польша) (1955)
- Юбилейная медаль «10 лет Народной Польши» (1955)
- Офицерский крест Ордена Возрождения Польши (1977)
- Государственная премия ПНР II степени за роль Вали Павловской в фильме «Солдат Победы» (1953)